# 重疊 (語言學)
疊語，又稱疊字、疊詞、重言，為複詞的一種，是利用類疊的修辭技巧。疊字由兩個或以上，字形和字義都相同的漢字，重疊在一起使用所組成的詞語。大多數的象聲詞都是由疊字組成。在書面文或口語都可能出現。

## 漢語
中國早在詩經時代就有運用疊字的例子，如「伐木丁丁，鳥鳴嚶嚶」（小雅．伐木）， 「關關雎鳩」 （關雎），「桃之夭夭，灼灼其華」（桃夭），等。

### 分類
- 名詞疊字
例：雪花片片
- 動詞疊字
例：寫寫書法、畫畫圖、休息休息
- 形容詞疊字
例：濕漉漉、紅彤彤、白雪雪、略懂略懂
  - 一些方言如閩南語有三字疊字，且三字音調皆不同，有最高的強調性，如「紅紅紅」（白話字：áng-āng-ăng）。
- 副詞疊字
例：鬱鬱寡歡

### 著名疊字作品
- 古詩十九首：青青河畔草，鬱鬱園中柳。盈盈樓上女，皎皎當窗牖。娥娥紅粉妝，纖纖擢素手。
- 聲聲慢（李清照）：尋尋覓覓， 冷冷清清， 淒淒慘慘戚戚。

## 南島語系
南島語系的構詞中疊詞為其一部份，比如马来语、印尼語常以名詞之重言表示複數。有些語言，例如在平格拉普島使用的平格拉普語（Pingelapese language），還會有三重疊詞，以表示很遠時期發生的事件。

## 英語
押韵重复叠声词（Rhyming reduplication）: artsy-fartsy, chick-flick（面向女观众的言情片）, easy-peasy, hurdy-gurdy,hustle and bustle （城市喧嚣，熙熙攘攘），itsy-bitsy, namby-pamby, okey-dokey（好吧行吧）, walkie-talkie（步话机/对讲机）, willy-nilly, wingding.
完全重复叠声词（Exact reduplications）: back-to-back, blah-blah, boo-boo, bye-bye, chow-chow, dik-dik, doo-doo, fifty-fifty, gogo, ha ha, half-and-half, housey-housey, juju, so-so, ta-ta, wee-wee, yo-yo. 
元音变换叠声词（Ablaut reduplications）: chit-chat, clip-clop, ding-dong, flip-flop, hip-hop, lovey-dovey（撒狗粮；秀恩爱；腻腻歪歪的）, ping-pong, seesaw（跷跷板） ，sing-song, slip-slop, splish-splash, tick-tock, ticky-tacky, tip-top（顶尖的；出类拔萃的）, wishy-washy, zig-zag.
英語在疊字時，有時只疊一部份的音節例如walkie-talkie、hurdy-gurdy，或者原本相同的音節在重複後發生音變，例如chit-chat、hip-hop、ding-dong。但也有一些詞保持原樣重複，例如no no、bye-bye。其中一種用法是重複一個詞來表示真的、原始的字面意義，例如如下對話：（那是豆奶嗎？）（不，這是『奶』奶）。
Examples like 'Read reads "read" either read or read or reads "either" either either or either or reads "or" either or or or.' or 'Beautiful Beautiful in beautiful Beautiful beautifuling beautifully.'

## 外部連結
- Reduplication （页面存档备份，存于） (Lexicon of Linguistics)
- What is reduplication? （页面存档备份，存于） (SIL)
- Echo-Word Reduplication Lexicon （页面存档备份，存于）
- La réduplication à m dans l’arabe parlé à Mardin